# Marcilly-en-Bassigny
Marcilly-en-Bassigny é uma comuna francesa na região administrativa de Grande Leste, no departamento de Haute-Marne. Estende-se por uma área de 19,56 km². Em 2010 a comuna tinha 227 habitantes (densidade: 11,6 hab./km²).